# Шафт (филм, 2019)
„Шафт“ (на английски: Shaft) е американска екшън комедия от 2019 г. на режисьора Тим Стори, по сценарий на Кения Барис и Алекс Барноу, с участието на Самюъл Джаксън, Джеси Ъшър, Реджина Хол, Александра Шип и Ричард Раундтри. Това е петият филм от поредицата „Шафт“ и е директно продължение на едноименния филм от 2000 година.
Филмът е пуснат театрално в САЩ на 14 юни 2019 г. от Warner Bros. Pictures, и дигитално по международните пазари на 28 юни 2019 г. от Netflix. Той получи смесени отзиви от критиците и не се представи в бокс офиса.

## Актьорски състав
| Актьор          | Роля                                    |
| --------------- | --------------------------------------- |
| Самюъл Джаксън  | Джон Шафт                               |
| Джеси Ъшър      | Джей Джей Шафт                          |
| Реджина Хол     | Мая Бабаникос                           |
| Александра Шип  | Саша Ариас                              |
| Мат Лаурия      | Майор Гари Кътуърт                      |
| Тайтъс Уеливър  | Специален агент Виети, шеф на Джей Джей |
| Метод Мен       | Фреди Пи                                |
| Ричард Раундтри | Джон Шафт старши                        |